# Dasyatis dipterura
Dasyatis dipterura là một loài cá trong họ Dasyatidae. Nó được tìm thấy trong vùng nước ven biển phía đông Thái Bình Dương từ miền nam California đến miền Bắc Chile, và xung quanh Galápagos và quần đảo Hawaii. Loài thường sống ở bãi cát hoặc bùn gần đá rạn và tảo bẹ rừng, độ sâu của 30 m (98 ft), mặc dù ngoài khơi Hawaii, độ sâu mà nó sinh sống có thể sâu hơn. Nó thường phát triển đến chiều ngang 1 m (3,3 ft).